# Paperino e l'appuntamento
Paperino e l'appuntamento (Mr. Duck Steps Out) è un film del 1940 diretto da Jack King. È un cortometraggio animato della serie Donald Duck, prodotto dalla Walt Disney Productions e uscito negli Stati Uniti il 7 giugno 1940, distribuito dalla RKO Radio Pictures. Il film rappresenta il secondo nonché primo debutto ufficiale di Paperina. Fu inserito nei film di montaggio Buon compleanno Paperino e I capolavori di Paperino rispettivamente a novembre 1984 e aprile 1998.

## Trama
Paperino si sta preparando per conoscere Paperina, il suo nuovo interesse amoroso, per il loro primo appuntamento conosciuto.Qui, Quo e Qua, vorrebbero andare con lui, ma Paperino glielo proibisce e così li chiude a chiave nella loro camera. I tre paperotti riescono comunque a seguire lo zio fino a casa di Paperina: dopo averle presentato i nipoti, riesce ad allontanarli con una scusa. Paperino e Paperina sono finalmente soli: lei agisce timidamente e gli dà le spalle, mentre lui si accorge presto che le penne della sua coda assumono la forma di una mano gli fanno segno di avvicinarsi. In quel momento però, Qui, Quo e Qua fanno ritorno e iniziano a competere con lo zio per l'attenzione di Paperina.
Zio e nipoti, a turno, ballano il jitterbug con lei, tentando di sbarazzarsi l'uno degli altri. Nel loro ultimo sforzo, i tre giovani paperi fanno ingoiare al loro zio del mais mentre sta diventando pop corn. Il processo si completa all'interno dello stesso Paperino, che continua a muoversi selvaggiamente dentro la casa, pur mantenendo il ritmo della danza. Alla fine, nonostante la casa in parte distrutta, un'impressionata Paperina ricopre di baci il suo nuovo amore.

## Distribuzione

### Edizioni home video

#### VHS
- Serie oro – Paperina (novembre 1985)
- Topolino amore mio (febbraio 1996)
- Il mio eroe Paperino (marzo 2004)

#### DVD
Il cortometraggio è incluso nei DVD Walt Disney Treasures: Semplicemente Paperino - Vol. 1 e Il mio eroe Paperino.